# B. Wongar
Bahumir Wongar (geb. 1932 in Jugoslawien als Sreten Božić / Сретен Божић) ist ein serbischer Anthropologe und Schriftsteller, der in Australien lebt. Während des größten Teils seiner literarischen Laufbahn befasste sich der serbisch-australische Schriftsteller fast ausschließlich mit der Situation der Aborigines, die im Mittelpunkt seines schriftstellerischen Werkes stehen. Seine 1978 erschienene Kurzgeschichtensammlung The Track to Bralgu (Der Pfad nach Bralgu) wurde von der ausländischen Presse, die vom Verlag Little Brown in dem Glauben gelassen wurde, Wongar sei ein Aborigine, mit großem Beifall aufgenommen.

## Leben und Werk
B. Wongar - unter dieser Namensform ist der Schriftsteller zumeist bekannt - wurde in Serbien geboren, 1960 wanderte er nach Australien aus, wo er im Northern Territory unter Stämmen der Aborigines lebte. Heute lebt er in der Nähe von Melbourne.
Er ist Verfasser vieler fiktiver Werke, die in viele Sprachen übersetzt wurden und von denen einige auch in deutscher Übersetzung erschienen: Die Seele und Der Schoß beispielsweise fanden Aufnahme in der Reihe Dialog Dritte Welt.
Die Neuguinea-Tagebücher von Nicholas Mikloucho-Maclay (The New Guinea Diaries, 1871–1883) übersetzte er aus dem Russischen ins Englische.
Seine Autobiographie erschien unter dem Titel Dingoes Den: Von der Traumzeit zur Atomzeit auch auf Deutsch.
In der Kurzbiographie aus dem Buch Australian Voices von Ray Willbanks heißt es über ihn:

„Wongar erlernte ein umfangreiches Aborigines-Vokabular, vertiefte sich in die Mythen der Aborigines und in das tägliche Stammesleben und machte sich daran, das australische und internationale Bewusstsein für den Reichtum der Aborigines-Kultur, die Bedeutung der mündlichen Überlieferung und die schädlichen Auswirkungen der Unterwerfung der Schwarzen durch die Weißen in Australien zu schärfen, insbesondere durch Atomtests und die Umsiedlung und Zersplitterung der Aborigines-Stämme. Diese letztgenannten Themen sind Gegenstand von drei Romanen, die Wongar seine Nuclear  Trilogy nennt.“

In einem Dokumentarfilm berichtet der Schriftsteller unter anderem über seine Erfahrungen mit Slobodan Penezić in seiner einstigen Heimat und seine eigene damalige Naivität.

## Veröffentlichungen (Auswahl)
- Aboriginal Myths (mit Alan Marshall[7]), 1972
- The Sinners, 1972
- The Trackers, 1975
- The Track to Βralgu, 1978
- Babaru, 1982
- Bilma, 1984 (Gedichte)
- The Last Pack of Dingoes: Stories, 1994
- (Nuclear Cyle) 
  - Walg, 1983
  - Karan, 1985
  - Gabo Djara, 1987
  - Raki, 1997
  - Manhunt, 2008
  - Didjeridu Charmer, 2015

- Totem and Ore[8]: A Photographic Collection. Dingo Books, 2006

- (Übersetzung aus dem Russischen) Nicholas Mikloucho-Maclay: The New Guinea Diaries, 1871–1883. Dingo Books, 2007. 280 Seiten.

deutsche Übersetzungen:
- Der Schoß: Roman aus Australien, Lamuv-Verlag, 1983, ISBN 9783921521786. Übersetzt von Annemarie Böll. (Walg, dt.)
- Die Seele. Bornheim-Merten: Lamuv-Verlag, 1985, Orig.-Ausg., 1. Aufl. Dialog Dritte Welt (Karan, dt.)
- Dingoes Den: Von der Traumzeit zur Atomzeit. Aus dem Engl. von Gisela Triesch. Isele, K, 2006, ISBN 3861424231 (Autobiographie)
- Babaru. Eggingen : Ed. Isele, 1997
- Der Pfad nach Bralgu. Erzählungen. Mit einem Vorwort von Eberhard Brüning und dem Aufsatz "Bumerang und Bodenschätze" von Bahumir Wongar - Übersetzt von Hannelore Winter - mit Anmerkungen von Helmut Reim - Reclams Universal-Bibliothek 881. Leipzig : Reclam, 1981 (Inhaltsverzeichnis - der Ausgabe 1988)
- Das kleine Känguruh und andere australische Märchen aus der Traumzeit. (Die Erdkreisbücher 15). Kassel : Röth, [1980] (Aboriginal myths; dt.)